# Jüe Fej

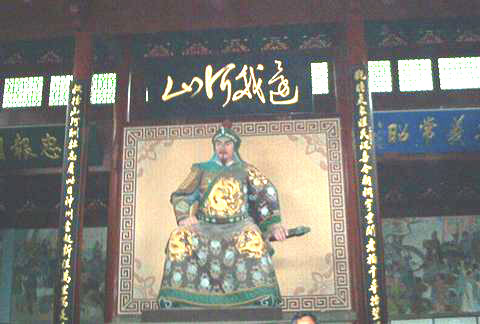
Socha Jüe Feje v jeho chrámu v Chang-čou s výzvou „Vraťte moje řeky a hory!“

Jüe Fej (čínsky pchin-jinem Yuè Fēi, znaky zjednodušené 岳飞, tradiční 岳飛; 23. března 1103 – 27. ledna 1141) je čínský národní hrdina a generál, který se ve druhé čtvrtině 12. století proslavil jako vůdce obrany čínské říše Sung proti invazi džürčenské říše Ťin.

## Sungský vojevůdce
Roku 1125 vypukla válka mezi čínskou říší Sung a džürčenskou říší Ťin v Mandžusku. Roku 1226 ťinská armáda dobyla sungské hlavní město Kchaj-feng, zajala sungského císaře Čchin-cunga i jeho otce, bývalého císaře Chuej-cunga a obsadila Severočínskou nížinu.
Jeden ze synů Chuej-cunga, Čao Kou (po smrti obdržel chrámové jméno Kao-cung), se v Chang-čou prohlásil císařem a začal organizovat obranu jižní Číny proti útočníkům. Do čela armády postavil generála Jüe Feje. Jüe Fej šikovnými manévry v jihočínských předhůřích a horách zastavil útoky džürčenské jízdy a vybojoval na nich zemi až ke břehům Chuang-che a Chuaj-che. Jüe Fejovi je připisováno zavedení efektivní taktiky boje proti jízdě použitím vojáků vyzbrojených zbraněmi s dlouhými čepelemi a píkami s háky. Základem jeho úspěchů byla pevná kontrola nad profesionálními vojsky pod jeho velením a relativní nezávislost na centrální vládě.
V bojích s Džürčeny Jüe Fej přecenil své možnosti a stal se vůdcem „válečné strany“ v sungské vládě. Její cíle byly v rozporu se snahou oponentní skupiny vedené Čchin Chuejem o obnovu země poškozené mnohaletými boji. Nakonec byl roku 1141 uvězněn, oficiálně pro neuposlechnutí rozkazů, a zabit. S říší Ťin pak Kao-cung podepsal mírovou smlouvu ze Šao-singu.
V čínské lidové tradici se Jüe Fej stal zosobněním věrnosti, naproti tomu Čchin Chuej příkladem zrádce. Oficiální životopis generála, sestavený šedesát let po jeho smrti byl zařazen do dějin říše Sung Sung-š’. V 18. století získal popularitu román o Jüe Fejovi patřící do žánru wu-sia.
Jüe Fej, je líčen v knize Wu-šuang pchu (neboli Seznam jedinečných hrdinů).